# Senat de Polònia
El Senat (en polonès Senat) és la cambra alta del Parlament de Polònia. La història del Senat polonès es remunta a més de 500 anys; va ser un dels primers òrgans constitutius d'un parlament bicameral a Europa i va existir sense pausa fins a la partició definitiva de l'estat polonès el 1795. El Senat contemporani està format per 100 senadors elegits per votació universal i està encapçalat pel Mariscal del Senat (Marszałek Senatu). El mariscal titular del Senat és Małgorzata Kidawa-Błońska.
El Senat té la seu a Varsòvia i es troba en un edifici que forma part del Complex Sejm al carrer Wiejska, molt a prop de la plaça de les Tres Creus i el castell d'Ujazdów. Com la majoria dels parlaments de la Unió Europea, el parlament de Polònia és asimètric, on la cambra baixa és dominant sobre la cambra alta. A diferència del Sejm, el Senat no pot vetar unilateralment la legislació ni pot fer caure el govern en un vot de censura, i la cambra i els seus membres generalment reben molta menys atenció en comparació amb el Sejm.

## Legislatura actual

### Composició
| 9 | 42 | 12 | 3   | 34  |
| L | KO | TD | NiS | PiS |

### Presidium
| Càrrec            | Titular | Titular                   | Temps en el càrrec     | Temps en el càrrec     |
| ----------------- | ------- | ------------------------- | ---------------------- | ---------------------- |
| Mariscal Major    |         | Michał Seweryński         | 13 de novembre de 2023 | 13 de novembre de 2023 |
|                   |         |                           |                        |                        |
| Mariscal          |         | Małgorzata Kidawa-Błońska | 13 de novembre de 2023 | Actual                 |
| Mariscals Adjunts |         | Magdalena Biejat          | 13 de novembre de 2023 | Actual                 |
| Mariscals Adjunts |         | Rafał Grupiński           | 13 de novembre de 2023 | Actual                 |
| Mariscals Adjunts |         | Michał Kamiński           | 13 de novembre de 2023 | Actual                 |
| Mariscals Adjunts |         | Maciej Żywno              | 13 de novembre de 2023 | Actual                 |